# Volker Bischoff
Volker Bischoff (* 14. Januar 1943 in Stettin) ist ein deutscher Amerikanist und Hochschullehrer.

## Leben und Wirken
Volker Bischoff studierte Anglistik und Germanistik an der Universität Hamburg. Nach seinem ersten Staatsexamen für den höheren Schuldienst 1968 promovierte er an dieser Universität 1971 mit einer Arbeit über die US-amerikanische Schriftstellerin Mary Eleanor Wilkins Freeman. Von 1969 bis 1970 war er zuvor als "Instructor" an der Purdue University tätig. Ab 1972 arbeitete er als wissenschaftlicher Assistent an der Universität Hamburg und habilitierte sich dort 1980 für Englische Philologie (mit Schwerpunkt: Amerikanistik). Nach Lehrstuhlvertretungen an den Universitäten Vechta (1979) und Marburg (1980/81) und seiner Lehrtätigkeit als Privatdozent an der Universität Hamburg übernahm er 1982 einen Lehrstuhl für amerikanische Literaturwissenschaft an der Universität Marburg/L.
Schwerpunktmäßig beschäftigt sich Bischoff mit der neueren amerikanischen Lyrik.

## Veröffentlichungen (Auswahl)
- Der Dichter in der Gesellschaft. Audens 'Memory of W. B. Yeats' ud seine Yeats-Aufsätze. In: Rudolf Haas (Hrsg.): Literatur als Kritik des Lebens. Festschrift zum 65. Geburtstag von Ludwig Borinski. Quelle & Meyer, Heidelberg 1975, S. 264–278, ISBN 3-494-00812-4.

- Zur Form und Funktion literarischer Illusionsbildung in Th. B. Aldrichs ‚Marjorie Daw‘. In: Hans-Heinrich Freitag/Peter Hühn (Hrsg.): Literarische Ansichten der Wirklichkeit. Studien zur Wirklichkeitskonstitution in englischsprachiger Literatur to honour Johannes Kleinstück (= Anglo-American forum, Bd. 12). Lang, Frankfurt/M. 1980, S. 231–248, ISBN 3-8204-6014-4.

- Rainer Maria Gerhardt und die amerikanische Lyrik. Eine Episode deutsch-amerikanischer Wechselbeziehungen im Kontext der deutschen Pound-Rezeption. In: Claus Uhlig/Volker Bischoff (Hrsg.): Die amerikanische Literatur in der Weltliteratur. Themen und Aspekte. Festschrift zum 60. Geburtstag von Rudolf Haas. Erich Schmidt, Berlin 1982, S. 415–436, ISBN 3-503-01686-4.
- Amerikanische Lyrik zwischen 1912 und 1922. Untersuchungen zur Theorie, Praxis und Wirkungsgeschichte der "New Poetry" (= Britannica et Americana, Folge 3, Bd. 2). Winter, Heidelberg 1983, ISBN 3-533-03177-2 (= Habilitationsschrift Universität Hamburg).
- Edmund Clarence Stedman's Aesthetics. In: Roland Hagenbüchle (Hrsg.): American poetry between tradition and modernism 1865–1914 (= Eichstätter Beiträge, Bd. 9). Pustet, Regensburg 1984, S. 55–69, ISBN 3-7917-0862-7.
- The Moon in Modern Anglo-American Poetry. In: Literatur in Wissenschaft und Unterricht, Bd. 17 (1984), S. 135–150.
- Tradition und Experiment in der amerikanischen Lyrik der "Poetic Renaissance". In: Rudolf Haas (Hrsg.): Amerikanische Lyrik. Perspektiven und Interpretationen. Erich Schmidt, Berlin 1987, S. 63–76, ISBN 3-503-01674-0.
- (mit Marino Mania): Melting Pot-Mythen als Szenarien amerikanischer Identität zur Zeit der New Immigration. In: Bernhard Giesen (Hrsg.): Studien zur Entwicklung des kollektiven Bewußtseins in der Neuzeit. Bd. 1: Nationale und kulturelle Identität. Suhrkamp, Frankfurt/M. 1991, S. 513–536, ISBN 3-518-28540-8.
- (Hrsg.): Ezra Pound criticism 1905–1985.m A chronological listing of publications in English (= Schriften der Universitätsbibliothek Marburg, Bd. 57). Marburg 1991, ISBN 3-8185-0092-4.
- Anmerkungen zum Peter-und-Paul-Prinzip. In: Klaus Manger (Hrsg.): Die Wirklichkeit der Kunst und das Abenteuer der Interpretation. Festschrift für Horst-Jürgen Gerigk (= Beiträge zur neueren Literaturgeschichte, Folge 3, Bd. 164). Winter, Heidelberg 1999, S. 9–22, ISBN 3-8253-0847-2.
- Some version of American neo-humanism. In: Walter Göbel/Bianca Ross (Hrsg.): Renaissance humanism – modern humanism(s). Festschrift für Claus Uhlig (= Anglistische Forschungen, Bd. 301). Winter, Heidelberg 2001, S. 303–312, ISBN 3-8253-1259-3.
- Ezra Pounds europäischer "periplus". In: Claus Uhlig/Wolfram R. Keller (Hrsg.): Europa zwischen Antike und Moderne. Beiträge zur Philosophie, Literaturwissenschaft und Philologie (= Beiträge zur neueren Literaturgeschichte, Folge 3, Bd. 334). Winter, Heidelberg 2014, S. 283–298, ISBN 3-8253-6392-9.